# Pierre de la Chopinière
La Pierre de la Chopinière est un menhir situé à Soudan, dans le département de la Loire-Atlantique.

## Protection
Le monument est inscrit au titre des monuments historiques en 1981.

## Description
Le menhir est couché au sol. C'est une dalle de schiste ferrugineux de 6 m de longueur sur 2 m de largeur et 0,50 m d'épaisseur.